# Himalajaspecht
Der Himalajaspecht (Dendrocopos himalayensis) ist eine Vogelart aus der Familie der Spechte (Picidae).
Der Vogel kommt in Afghanistan, Bhutan, Indien, Nepal und Pakistan vor.
Der Lebensraum umfasst Koniferen, Berg- und Laubwald von 1500 bis 3200 m Höhe. In niedrigeren Lagen findet sich der Braunstirnspecht (Dendrocoptes auriceps).
Die Art ist Standvogel.
Das Artepitheton bezieht sich auf den Himalaya.

## Merkmale
Der Vogel ist 23 bis 25 cm groß und wiegt zwischen 57 und 85 g. Das Männchen hat eine blass gelblich-weiße Stirn, einen purpurroten Scheitel bis zum oberen Nacken mit einigen schwarzen oder grauen Federansätzen, anschließend schwarz. Die Zügel sind weiß, Überaugenstreif, Wangen und Ohrdecken etwas gelblich-braun. Mitunter findet sich auch ein schwarzer Hinteraugenfleck. Der schwarze Kinnstreif zieht seitlich bis zum Hals und, bis hinter die Ohrdecken und zur Brust nach unten. Die Oberseite ist schwarz, die Flügeldecken haben innen viel Weiß, die Flugfedern sind weiß gebändert. Die Schwanzoberseite ist schwarz, die beiden äußeren Steuerfedern sind weiß mit schwarzem Ansatz und einzelnen schwarzen Binden an der Spitze. Die Unterseite ist blass gelblich- oder graubraun, die Brust gern gefleckt. Die Unterschwanzdecken sind rot. Der mittellange Schnabel ist fast gerade, schwärzlich bis dunkelgrau, der Unterschnabel gern heller. Die Iris ist rotbraun, die Beine sind grau bis grünlich oder bräunlich.
Das Weibchen ist schwarz am Scheitel. Jungvögel sind matter, statt schwarz brauner, an der Unterseite rosa, nicht rot und etwas gestrichelt an den Flanken. Bei beiden Geschlechter sind weiße Flecken vorne am Kopf und ein orangeroter Fleck mittig auf dem Scheitel zu erkennen.

## Geografische Variation
Es werden folgende Unterarten anerkannt:
- D. h. albescens (E. C. S. Baker, 1926), – Nordostafghanistan (Safed Koh), Nordpakistan und Nordindien (Himachal Pradesh), blasser gefiedert
- D. h. himalayensis (Jardine & Selby, 1831), Nominatform – Kaschmir bis Westnepal

## Stimme
Der Ruf wird als hohes, schnelles „chissik-chissik“ oder Folge von schnellen „tri“ beschrieben. Die Art trommelt in kurzen Wirbeln.

## Lebensweise
Die Nahrung besteht aus Insekten, auch Pflanzen wie Eicheln oder Piniensamen, die einzeln oder paarweise, nur selten in gemischten Jagdgemeinschaften gesucht werden. Die Art hält sich meist auf Bäumen auf, pickt, hämmert und bohrt, benutzt Spechtschmieden.
Die Brutzeit liegt zwischen April und Mai. Die Nisthöhle wird von beiden Geschlechtern, aber hauptsächlich vom Männchen angelegt meist in 1 bis 12 m Höhe in einem abgestorbenen Stamm oder Ast. Das Eingangsloch ist etwa 5 cm groß. Das Gelege besteht aus 3 bis 5 Eiern, die von beiden Elternvögeln über etwa 2 Wochen ausgebrütet werden.

## Gefährdungssituation
Die Art gilt als nicht gefährdet (Least Concern).